# 월포초등학교 (경남)
월포초등학교는 대한민국 경상남도 창원시 마산합포구 대내동에 있는 공립 초등학교이다.

## 학교 연혁
- 1947년 9월 15일 월포공립국민학교 개교
- 1984년 3월 1일 해운국민학교 분교(18학급)
- 1996년 3월 1일 월포초등학교로 명칭 변경
- 1998년 5월 26일 체육관 신축
- 2003년 11월 13일 도서실 개관
- 2010년 2월 9일 월포 도담울(급식소) 신축
- 2023년 3월 1일 초등 17학급, 특수 2학급, 유치원 1학급 편성
- 2023년 2월 10일 제75회 졸업식(총 졸업생 수 22,070명)

## 참고 자료
- 월포초등학교 - 한국교육학술정보원 학교알리미